# Onuphis paradoxa
Onuphis paradoxa är en ringmaskart som först beskrevs av Jean Louis Armand de Quatrefages de Bréau 1866.  Onuphis paradoxa ingår i släktet Onuphis och familjen Onuphidae. Inga underarter finns listade i Catalogue of Life.